# Onryo

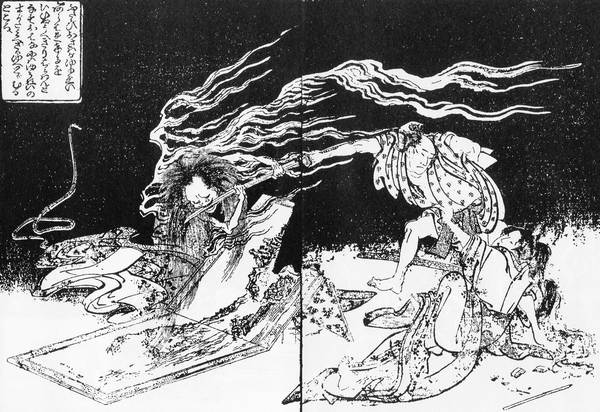
Onryo uit de Kinsei-Kaidan-Simoyonohoshi (近世怪談霜夜星)

Onryō (Japans: 怨霊) is een wezen uit de Japanse folklore. Het is een spook, dat net als andere Japanse spoken behoort tot de Yurei.
De Onryō staat vooral bekend om het feit dat hij blijft rondspoken om wraak te nemen voor iets dat hem voor zijn dood is aangedaan. Deze wraak richt zich echter tegen vrijwel alles en iedereen die de Onryō op zijn pad tegenkomt, ook mensen die nooit iets te maken hebben gehad met hetgeen waar de Onryō kwaad om is.
Onryō komen veel voor in Japanse volksverhalen en kabuki. De meeste Onryō in deze verhalen zijn vrouwelijk. Een veelgebruikt motief in deze verhalen is dat ze wraak willen op hun ontrouwe echtgenoten. Onryō bevinden zich volgens Japanse folklore in de geestenwereld tussen de fysieke wereld en de Yomi (onderwereld).
In de originele verhalen bestaat er geen vaste omschrijving van hoe een Onryō er precies uitziet, maar toen deze wezens populair werden in Kabuki werd er een specifiek kostuum voor ze ontwikkeld. Dit kostuum kenmerkt zich door:
- Een witte kimono zoals die vaak op een begrafenis wordt gedragen.
- Wild, ongekamd, lang zwart haar.
- Witte met blauw of indigo gezichtsmake-up.